# باسكال بيرينجير
باسكال بيرينجير (بالفرنسية: Pascal Berenguer)‏ (مواليد 20 مايو 1981 في مرسيليا - فرنسا) لاعب كرة قدم فرنسي يلعب حاليا لصالح نادي الدرجة الأولى نانسي الفرنسي منذ 2003 في مركز الوسط المحوري .

## روابط خارجية
- باسكال بيرينجير على موقع الاتحاد الأوربي (الإنجليزية)
- باسكال بيرينجير على موقع رابطة كرة القدم الفرنسية للمحترفين (الإنجليزية)
- باسكال بيرينجير على موقع قاعدة بيانات كرة القدم.إي يو (الإنجليزية)
- باسكال بيرينجير على موقع Soccerway.com (الإنجليزية)
- باسكال بيرينجير على موقع عالم كرة القدم.نت (الإنجليزية)
- باسكال بيرينجير على موقع كووورة